# Psilacron cosmipennis
Psilacron cosmipennis är en fjärilsart som beskrevs av Dyar. Psilacron cosmipennis ingår i släktet Psilacron och familjen tandspinnare. Inga underarter finns listade.